# Hiptage gracilis
Hiptage gracilis är en tvåhjärtbladig växtart som beskrevs av P. Sirirugsa. Hiptage gracilis ingår i släktet Hiptage och familjen Malpighiaceae. Inga underarter finns listade i Catalogue of Life.